# Diocesi di Tusuro
La diocesi di Tusuro (in latino Dioecesis Tusuritana) è una sede soppressa e sede titolare della Chiesa cattolica.

## Storia
Thusuros, nome romano dell'odierna Tozeur in Tunisia, è un'antica sede episcopale della provincia romana di Bizacena.
Sono tre i vescovi attribuiti con certezza a questa diocesi. Alla conferenza di Cartagine del 411, che vide riuniti assieme i vescovi cattolici e donatisti dell'Africa romana, presero parte il cattolico Asellico e il donatista Atto. Asellico è da identificare con l'omonimo vescovo destinatario di una lettera di sant'Agostino nel 418 circa. Il nome di Fiorentino figura al 48º posto nella lista dei vescovi della Bizacena convocati a Cartagine dal re vandalo Unerico nel 484; Fiorentino, come tutti gli altri vescovi cattolici africani, fu condannato all'esilio.
A questa diocesi viene assegnato anche Benenato, episcopus Tugutianensis, che partecipò al concilio di Cabarsussi, tenuto nel 393 dai massimianisti, setta dissidente dei Donatisti, e ne firmò gli atti; i massimianisti sostenevano la candidatura di Massimiano sulla sede di Cartagine, contro quella di Primiano. Tuttavia non è unanime questa interpretazione, propria di Morcelli; infatti Toulotte lo indica come vescovo di Tagaria, mentre per Mesnage sarebbe vescovo di Tuguzia, sede ignota agli altri autori.
Dal 1933 Tusuro è annoverata tra le sedi vescovili titolari della Chiesa cattolica; la sede è vacante dal 6 maggio 2020.

## Cronotassi

### Vescovi residenti
- Benenato ? † (menzionato nel 393) (vescovo donatista)

- Asellico † (menzionato nel 411)
  - Atto † (menzionato nel 411) (vescovo donatista)
- Fiorentino † (menzionato nel 484)

### Vescovi titolari
- Joseph-Léon Cardijn † (15 febbraio 1965 - 22 febbraio 1965 nominato cardinale diacono di San Michele Arcangelo)
- Giovanni Benelli † (11 giugno 1966 - 3 giugno 1977 nominato arcivescovo di Firenze)
- Thomas Cajetan Kelly, O.P. † (12 giugno 1977 - 28 dicembre 1981 nominato arcivescovo di Louisville)
- Paul Lanneau † (14 febbraio 1982 - 26 gennaio 2017 deceduto)
- Amilton Manoel da Silva, C.P. (7 giugno 2017 - 6 maggio 2020 nominato vescovo di Guarapuava)